# Germigny (Yonne)
Germigny és un municipi francès, situat al departament del Yonne i a la regió de Borgonya - Franc Comtat. L'any 2007 tenia 576 habitants.

## Demografia

### Població
El 2007 la població de fet de Germigny era de 576 persones. Hi havia 224 famílies, de les quals 48 eren unipersonals (20 homes vivint sols i 28 dones vivint soles), 56 parelles sense fills, 100 parelles amb fills i 20 famílies monoparentals amb fills.
La població ha evolucionat segons el següent gràfic:
Habitants censats

### Habitatges
El 2007 hi havia 254 habitatges, 226 eren l'habitatge principal de la família, 21 eren segones residències i 6 estaven desocupats. 249 eren cases i 5 eren apartaments. Dels 226 habitatges principals, 181 estaven ocupats pels seus propietaris, 32 estaven llogats i ocupats pels llogaters i 14 estaven cedits a títol gratuït; 3 tenien una cambra, 7 en tenien dues, 36 en tenien tres, 69 en tenien quatre i 112 en tenien cinc o més. 172 habitatges disposaven pel capbaix d'una plaça de pàrquing. A 83 habitatges hi havia un automòbil i a 125 n'hi havia dos o més.

### Piràmide de població
La piràmide de població per edats i sexe el 2009 era:
| Homes | Edats   | Dones |
| ----- | ------- | ----- |
| 0     | 95 o +  | 0     |
| 0     | 90 a 94 | 0     |
| 8     | 85 a 89 | 8     |
| 0     | 80 a 84 | 8     |
| 12    | 75 a 79 | 12    |
| 20    | 70 a 74 | 20    |
| 4     | 65 a 69 | 8     |
| 8     | 60 a 64 | 4     |
| 8     | 55 a 59 | 12    |
| 20    | 50 a 54 | 24    |
| 20    | 45 a 49 | 12    |
| 28    | 40 a 44 | 16    |
| 24    | 35 a 39 | 28    |
| 20    | 30 a 34 | 24    |
| 24    | 25 a 29 | 24    |
| 16    | 20 a 24 | 12    |
| 20    | 15 a 19 | 16    |
| 20    | 10 a 14 | 12    |
| 16    | 5 a 9   | 40    |
| 16    | 0 a 4   | 12    |

## Economia
El 2007 la població en edat de treballar era de 374 persones, 284 eren actives i 90 eren inactives. De les 284 persones actives 261 estaven ocupades (144 homes i 117 dones) i 23 estaven aturades (10 homes i 13 dones). De les 90 persones inactives 35 estaven jubilades, 27 estaven estudiant i 28 estaven classificades com a «altres inactius».

### Ingressos
El 2009 a Germigny hi havia 234 unitats fiscals que integraven 592 persones, la mediana anual d'ingressos fiscals per persona era de 18.497 €.

### Activitats econòmiques
Dels 20 establiments que hi havia el 2007, 1 era d'una empresa alimentària, 2 d'empreses de fabricació d'altres productes industrials, 6 d'empreses de construcció, 5 d'empreses de comerç i reparació d'automòbils, 2 d'empreses de transport, 2 d'empreses d'hostatgeria i restauració i 2 d'empreses de serveis.
Dels 7 establiments de servei als particulars que hi havia el 2009, 5 eren paletes, 1 electricista i 1 restaurant.
Dels 2 establiments comercials que hi havia el 2009, 1 era una botiga de menys de 120 m² i 1 una botiga de mobles.
L'any 2000 a Germigny hi havia 16 explotacions agrícoles que ocupaven un total de 990 hectàrees.

## Equipaments sanitaris i escolars
El 2009 hi havia una escola elemental.

## Poblacions properes
El següent diagrama mostra les poblacions més properes.